# Zběšičky
Zběšičky (en allemand : Klein Bieschitz ou Klein Zbieschitz) est une commune du district de Písek, dans la région de Bohême-du-Sud, en République tchèque. Sa population s'élevait à 155 habitants en 2020.

## Géographie
Zběšičky se trouve à 9 km au sud-est de Milevsko, à 19 km à l'ouest-sud-ouest de Tábor, à 23 km au nord-est de Písek, à 47 km au nord de České Budějovice et à 77 km au sud de Prague.
La commune est limitée par Sepekov au nord, par Opařany à l'est, et par Bernartice au sud et à l'ouest.

## Histoire
La première mention écrite du village date de 1215.

## Transports
Par la route, Zběšičky se trouve à 12 km de Milevsko, à 25,5 km de Písek, à 57 km de České Budějovice et à 115 km de Prague.